# امرأة تحت التأثير (فلم)
امرأة تحت التأثير (بالإنجليزية: A Woman Under the Influence)  فيلم دراما أمريكي صدر عام 1974 من تأليف وإخراج جون كاسافيتس. تدور القصة حول امرأة (جينا رولاندز) يؤدي سلوكها غير العادي إلى صراع مع زوجها (بيتر فالك) وعائلتها. حصل الفيلم على ترشيحين لجائزة الأوسكار، لأفضل ممثلة، وأفضل مخرج. تم اختيار الفيلم في عام 1990، للحفظ في السجل الوطني للفيلم بالولايات المتحدة باعتباره «مهمًا ثقافيًا أو تاريخيًا أو جماليًا»، وهو أحد أول خمسين فيلمًا تم تكريمها.

## طاقم التمثيل
جينا رولاندز: في دور مابل لونجيتي
بيتر فالك: في دور نيك لونجيتي
فريد دريبر: في دور جورج مورتنسن
السيدة رولاندز: في دور مارثا مورتنسن
كاثرين كاسافيتس: في دور مارجريت لونجيتي
ماثيو لابورتو: في دور أنجيلو لونجيتي
ماثيو كاسيل: في دور توني لونجيتي
كريستينا جريسانتي: في دور ماريا لونجيتي

## أحداث الفيلم
تعيش مابل، الأم وربة المنزل، في لوس أنجلوس، وهي تحب زوجها عامل البناء نيك وترغب بشدة في إرضائه، لكن السلوكيات الغريبة والتصرفات الغريبة المتزايدة التي تظهرها تثير قلقه. يصبح الزوج مقتنعًا تمامًا بأنها أصبحت تشكل تهديدًا لها وللآخرين، ويلزمها على مضض بالدخول لمصحة، حيث تخضع للعلاج لمدة ستة أشهر. يعيش نيك وحيدًا مع أطفاله الثلاثة، ويكتشف أنه ليس أكثر حكمة ولا أفضل من زوجته في الطريقة التي يتعامل بها ويتفاعل معهم، أو في الدور الذي يتوقعه المجتمع أن يلعبه.
بعد ستة أشهر، تعود مابل إلى المنزل لكنها ليست مستعدة لذلك عاطفياً أو عقلياً، ولا زوجها مستعداً لعودتها. يدعو نيك مجموعة كبيرة من الأصدقاء لحضور حفلة للاحتفال بعودة زوجته، لكنه يدرك في اللحظة الأخيرة أن هذا أمر أحمق. تعود مابيل إلى أسرتها المقربة، بما في ذلك والديها ووالدي نيك وأطفالهما الثلاثة. يطرد نيك الأسرة من المنزل، ليعيش الزوج والزوجة وحدهما. تنفعل مابل مرة أخرى، وتجرح نفسها، يضع نيك الأطفال في الفراش، ويصرح الصغار بحبهم لأمهم. وينتهي الفيلم ونيك ومابيل يجهزان سريرهما ليلاً.

## استقبال الفيلم
منح موقع الطماطم الفاسدة الفيلم تقييم مقداره 90% بناء على آراء 31 ناقد سينمائي، وكتب الإجماع النقدي للموقع: «مدهش.. قدم عروضًا جيدة لجينا رولاندز وبيتر فولك، أن المخرج المستقل الرائد جون كاسافيتس يعمل في ذروته الفنية».
كتبت نورا ساير من صحيفة نيويورك تايمز: «الآنسة رولاندز تطلق العنان لتوصيف غير عادي.... يُظهر أسلوب الممثلة في الأداء أحيانًا تشابه مع أسلوب كيم ستانلي أو جوان وودوارد، لكن تمثيل حالة اليأس هو بالتأكيد ليس مثل أحد.... يقدم بيتر فولك عرضًا مثيرًا... والأطفال يتم توجيههم جيدًا. لكن الفيلم لم يكن بحاجة إلى ساعتين و 35 دقيقة: هناك الكثير من الحوارات الصغيرة، والتي لا تستفيد منها الشخصيات، ومع ذلك، فإن أكثر المشاهد المخيفة مقنعة للغاية، إنه فيلم مدروس ويثير نقاشًا جادًا».
منح روجر إيبرت الفيلم أربعة نجوم من أصل أربعة، ووصفه بأنه «معقد بشكل رهيب ومشارك ورائع الإيحاء... الشخصيات أكبر من الحياة (على الرغم من أنها ليست أقل إقناعًا بسبب ذلك)، وحبهم وغضبهم، ومعاركهم ولحظات الحنان، موجودة عند مستويات مرهقة من العاطفة. كاسافيتس هو الأقوى باعتباره الكاتب والمخرج السينمائي في إنشاء شخصيات محددة ثم التمسك بها من خلال مشاهد طويلة ومؤلمة لا هوادة فيها حتى نعرفها جيدًا بما يكفي لقراءتها والتنبؤ بما سيفعلونه بعد ذلك وحتى البدء في فهم السبب».  إيبرت أضاف الفيلم لاحقًا إلى قائمة «الأفلام العظيمة»، حيث وصف الفيلم بأنه «ربما يكون أعظم أفلام كاسافيتس».
كتبت تايم آوت لندن «تألق الفيلم يكمن في عرضه المتعاطف والفكاهي للبنية الاجتماعية. ولسوء الحظ، تغلبت رولاندز على الذهان الهوسي في بعض الأحيان، وتتحول إلى أسلوب ميلودرامي غير مقنع وغير متعاطف؛ لكن بيتر فولك مجنون بشكل مقنع مثل الزوج والنتيجة فيلم قهري مذهل، أخرج».
صنف المرشد التلفزيوني TV Guide الفيلم بأربعة من أصل أربعة نجوم، واصفًا إياه بأنه «قوي التفكير» و «متحرك» و «مقال ثاقب عن السياسة الجنسية».
في عام 2015، صنفت هيئة الإذاعة البريطانية «امرأة تحت التأثير» في المرتبة 31 كأعظم فيلم أمريكي تم إنتاجه على الإطلاق.
شجبت بولين كاييل من مجلة نيويوركر  هذا الفيلم باعتباره «توضيحًا تعليميًا لنسخة لينغ من الجنون».

## الجوائز والتقدير
جائزة الأوسكار لأفضل مخرج (جون كاسافيتس - مرشح).
جائزة الأوسكار لأفضل ممثلة (جينا رولاندز - مرشحة).
جائزة جولدن جلوب لأفضل فيلم سينمائي - دراما (مرشح).
جائزة جولدن جلوب لأفضل ممثلة - فيلم درامي (جينا رولاندز – الفائز).
جائزة جولدن جلوب لأفضل مخرج (جون كاسافيتس – مرشح).
جائزة جولدن جلوب لأفضل سيناريو (جون كاسافيتس – مرشح)
جائزة دائرة نقاد أفلام مدينة كانساس لأفضل ممثلة (جينا رولاندز – الفائزة).
جائزة المجلس الوطني للمراجعة لأفضل ممثلة (جينا رولاندز – الفائزة).
جائزة نقابة الكتاب الأمريكية لأفضل سيناريو أصلي (جون كاسافيتس – مرشح).
الجائزة الكبرى لجمعية نقاد السينما البلجيكية (الفائز).

## روابط خارجية
- امرأة تحت التأثير على موقع IMDb (الإنجليزية)
- امرأة تحت التأثير على موقع ميتاكريتيك (الإنجليزية)
- امرأة تحت التأثير على موقع الموسوعة البريطانية (الإنجليزية)
- امرأة تحت التأثير على موقع روتن توميتوز (الإنجليزية)
- امرأة تحت التأثير على موقع نتفليكس (الإنجليزية)
- امرأة تحت التأثير على موقع قاعدة بيانات الأفلام العربية
- امرأة تحت التأثير على موقع ألو سيني (الفرنسية)
- امرأة تحت التأثير على موقع Turner Classic Movies (الإنجليزية)
- امرأة تحت التأثير على موقع أول موفي (الإنجليزية)
- امرأة تحت التأثير على موقع فيلمافينيتي (الإسبانية)